# 寫作 (書籍)
《寫作──我的作家生涯》（On Writing: A Memoir of the Craft）是一本自傳和寫作指南，由史蒂芬·金（Stephen King）所著，2000年出版。2001年1月由商周出版社出版、城邦文化發行繁體中文版第一版，由曾瀞瑤、高美齡所譯；
第二版中文書名更易為《史蒂芬·金談寫作》，由蕭芳賢翻譯。
第一版和第二版翻譯未臻理想，為讀者所詬病，商周出版社有鑑於此，遂收羅讀者意見於2006年2月重刊出版發行第三版。
第三版號稱「《史蒂芬·金談寫作》全新完整中譯本」，由石美倫翻譯，書頁亦由第一版263頁增加為329頁。
《寫作》的內容是在描述作者成為一個作家之前和之後的一些經驗。雖然他在他的書本之中討論了一些他自己所著的書籍，但讀者們並不需要讀過或甚至知道有這些書籍，就可以閱讀此書而不會有不清楚的地方。

## 概要
本書共７章，繁體中文版第一版和第三版對照如下：
| 第一版     | 第三版               |
| ---------- | -------------------- |
| 一般版本   | 第一章：履歷         |
| 寫作是什麼 | 第二章：寫作是什麼   |
| 工具箱     | 第三章：工具箱       |
| 論寫作     | 第四章：論寫作       |
| 後記       | 後記：論生活         |
| 關門與開門 | 更多之一：關門與開門 |
| 書單       | 更多之二：書單       |

本書的第一部份是史蒂芬·金的自傳，主要在講他一開始是如何接觸到小說的世界，以及其孩童時對寫作的一些嘗試。他講到他一開始對出版的嘗試，他的成名作──《魔女嘉莉》和接下來成為極受歡迎作家的歷程。他亦談到他對毒品和酒精的一些問題。
第二部份是對寫作的一些實際的建議，從文法的一些告誡到發展劇情和角色的一些概念、方法。他形容這是個如何使「一個有能力的作家變成一個好的作家」的指南。他特別強調他相信一個作家必須刪去不必要的細節，和避免使用不需要的副詞。
第三部份是再一次的自傳描述，並談到他1999年的那次車禍，當時他正散步在鄉間小路上。史蒂芬·金描述他濱臨死亡的經過、痛苦的復原過程和重新開始寫作的奮鬥。

## 外部連接
- On Writing載於Google圖書